# Juan Baigorri Velar
Pour les articles homonymes, voir Baigorri.
Juan Pedro Baigorri Velar (né en 1891 à Concepción del Uruguay, province d'Entre Ríos, et mort en 1972 à Buenos Aires) est un ingénieur argentin, qui prétendait avoir inventé une « machine à faire tomber la pluie ».

## Biographie
Fils d'un militaire, Baigorri Velar est né à Concepción del Uruguay et a grandi à Buenos Aires. Il a étudié à l'École nationale puis a voyagé en Italie où il a obtenu son diplôme d'ingénieur spécialisé en géophysique, à l'Université de Milan. Il a travaillé dans diverses entreprises de carburant et s'est rendu dans plusieurs pays pour mener des recherches sur la composition du sol et l'exploration pétrolière.
Baigorri a construit lui-même ses instruments pour détecter des minerais électromagnétiques et différentes conditions du sol. En 1929, il est convoqué par Enrique Mosconi pour faire partie de la société Yacimientos Petrolíferos Fiscales (gisement pétrolifère d'État) nouvellement créée. Il voyage beaucoup entre les États-Unis et l'Argentine durant cette période

### Machine à faire pleuvoir
Baigorri décrit l'invention de sa machine au journal Diario Crítica de la sorte :
« En 1926, tout en travaillant en Bolivie en recherche de minéraux et en utilisant un appareil de mon invention, je remarquai quelque chose de curieux. À chaque fois que je connectais le mécanisme et le mettais en marche, la pluie m’empêchait de travailler sur le lieu en question. Je fus frappé par ce phénomène qui se répétait puis j'estimai que cette pluie pouvait être causée par la congestion d'irradiation électromagnétique dans l'atmosphère produite par ma machine. »
Il a continué à étudier et à perfectionner son invention, il déménagea même et s'installa dans le quartier de Caballito pour prévenir les dommages par humidité de ses équipements. La machine à faire pleuvoir consistait en une boîte de la taille d'un téléviseur de 14 pouces (35,56 cm), une pile électrique, une combinaison de métaux radioactifs enrichis par l'ajout de produits chimiques et deux antennes négatives et positives. Ces antennes étaient chargées de diriger les émissions électromagnétiques qui provoquaient la congestion de l'air et déclenchaient la pluie.
Dans les années qui suivirent, Baigorri se présenta dans les bureaux de du Ferrocarril Central Argentino afin de faire connaître l'appareil et d'attester de son efficacité. Le gérant de la société lui demanda de faire tomber pluie dans la province de Santiago del Estero, où sévissait une des plus longues sécheresses de l'histoire d'Argentine. En novembre 1938, Baigorri se rendit avec un représentant de la société, Hugo Miatello, dans la ville de Pinto. Selon Miatello, lorsque la machine fut mise en marche, le vent changea de direction et des nuages se formèrent. Douze heures plus tard, il y avait une légère averse. 
Baigorri a continué à développer un appareil plus puissant et le 22 décembre s'est rendu dans la capitale de Santiago del Estero où le gouverneur a facilité l'installation de la machine. Après 55 heures de fonctionnement, 60 millimètres de pluie sont tombés sur la capitale. À son retour à Buenos Aires, il acquit une grande notoriété, étant surnommé «le Jupiter moderne» ou « Le Magicien de Villa Luro ». Il donna plusieurs entrevues dans divers médias nationaux et internationaux, un ingénieur américain lui proposa même d'acheter le brevet mais Baigorri refusa en disant : « Je suis Argentin, et je veux que mon invention profite à mon pays ».
Les résultats de Baigorri furent mis en doute par le directeur de la Météorologie argentine, Alfredo Galmarini, qui décrit l'invention comme un canular. L'inventeur répondit dans une entrevue aux médias du 27 décembre par la phrase : 
« En réponse aux critiques de mon invention, j'offrirai une douche à Buenos Aires le 3 janvier 1939. »
Le 30 décembre, il tint une réunion confidentielle avec le ministre de l'Agriculture. Après cette rencontre, et pour blaguer, il acheta un parapluie et l'envoya au directeur de la Météorologie argentine, Alfredo Galmarini. Ce même jour, il enclencha sa machine devant une foule assemblée pour lui demander de ne pas faire tomber de pluie durant les vacances. Baigorri dit qu'il réglerait la puissance de l'appareil afin de ne pas transformer la ville en rivière sous l'orage et qu'il allait pleuvoir le 2 ou 3 janvier. Dans la nuit du 1er janvier le ciel s'assombrit et à 5 heures du matin le 2 janvier une averse tomba. Cet événement fit la une des grands journaux.
Après ce succès, Baigorri se rendit à Carhué, une ville souffrant d'une sécheresse telle qu'elle avait vidé le lac Epecuén. Les 7 et 8 février, deux orages firent déborder le lac et brisèrent la digue. Après cette exposition médiatique, Baigorri arrêta les expériences et continua à exercer son emploi précédent jusqu'à la fin de 1951, quand il fut convoqué par le ministre des Affaires techniques (Raul Mende) pour remettre en service la machine à pluie.
En 1952, il fit pleuvoir en Caucete, San Juan (après huit ans de sécheresse), puis à Cordoba (en laissant le barrage San Roque à un niveau supérieur à 35 mètres), et finalement en 1953 à La Pampa. Cependant, Mendé interdit à l'inventeur de continuer à faire tomber la pluie car celui-ci refusait de révéler les bases du fonctionnement de son invention et cela mena à son emprisonnement. Baigorri déclara que lui seul pouvait faire fonctionner la machine à faire pleuvoir.
Après ces événement, il n'y eut plus aucune démonstration publique et Baigorri tomba dans l’oubli. Il mourut en 1972 dans la pauvreté et fut enterré dans le cimetière de Chacarita. Le sort de la machine à faire pleuvoir est aujourd'hui inconnu. De nos jours la machine à faire pleuvoir est considérée comme une imposture scientifique par certains et comme une technologie oubliée par d'autres.